# Список 33 лучших футболистов сезона в СССР

Список лучших футболистов сезона в СССР составлялся по итогам футбольного сезона (чемпионата) в СССР с
1926 года нерегулярно, а с 1948 года — ежегодно (кроме 1954 года). С 1930 года список представлял собой (за исключением 1938, 1953 и 1967 годов) три символических состава из футболистов (№ 1, № 2 и № 3), распределённых по позициям с учётом расстановки игроков, принятой в те годы.
В 1988 году вышел справочник-календарь «Звёзды советского футбола, 1918—1987» под авторством ленинградского историка футбола Юрия Лукашина. Как в нём сказано, «ещё в начале 60-х годов у автора возникла идея составить подобные списки 33 лучших за все годы советского футбола, то есть за недостающий период (1918—1932, 1934—1937, 1939—1947, 1949, 1951—1955, 1958). Анализировались оценки в спортивной прессе того времени, были опрошены многие из участников и очевидцев событий на футбольных полях — футболисты, тренеры, журналисты.» Эти ретроспективные списки и приведены в издании.

## История создания
В 1926 году список был опубликован редакцией газеты «Красный спорт» 31 октября по результатам опроса 545 читателей накануне предполагавшихся матчей сборной СССР с командами Швеции и Турции. Список был составлен по принятой в то время схеме 1+2+3+5: вратари — Н. Соколов (Л) — 524 голоса, а также Савинцев (Л) — 7, Леонов (М) — 4; защитники — Ежов (Л) — 351, Пчеликов (М) — 319, а также В. Лапшин (М) — 189; полузащитники — Батырев (Л) — 388, Селин (М) — 402, Привалов (Х) — 473, а также П. Филиппов (Л) — 219, Никишин (М) — 124; нападающие — П. Григорьев (Л) — 334, М. Бутусов (Л) — 511, Исаков (М) — 467, Канунников (М) — 326, Прокофьев (М) — 220, а также Штрауб (О) — 173, Шпаковский (Х) — 202, Холин (М) — 121; см. сокращения1).
Затем редакция журнала «Физкультура и спорт» по итогам сезонов 1928 и 1930 годов определила соответственно 44 и 33 лучших футболиста СССР. Впервые официальный список был утверждён (ВСФК при СНК СССР) по итогам сезона 1933 года. В дальнейшем список составляли исполнительные органы Секции и Федерации футбола СССР.
В 1938 году по итогам чемпионата страны среди команд спортивных обществ и ведомств был составлен и утверждён Секцией футбола СССР список «55 лучших футболистов страны», в него вошли по пять представителей на каждой позиции.

Следующий список лучших футболистов СССР был утверждён в 1948 году и состоял из 33 игроков, после чего списки «33 лучших футболистов СССР» своевременно публиковались в печати по итогам сезонов 1948, 1950, 1956, 1957, 1959—1991 годов. Списки 1949, 1951, 1952, 1955, 1958 годов были составлены тренерским советом, но не утверждались президиумом Секции футбола СССР. В 1953 году был утверждён, но не опубликован список сильнейших и перспективных игроков СССР по итогам сезона 1953 года. В список, который был обнаружен Акселем Вартаняном в Государственном архиве Российской Федерации, вошло только 25 футболистов, причём на позиции правого полузащитника значилось 4 игрока. В 1954 году список не составлялся. В 1967 году список составлен по звеньям и в алфавитном порядке (без нумерации).
В довоенные списки вошли 122 игрока. С 1948 года в 42 списка «33-х лучших» были включены 494 игрока (на 1386 позиций), представлявшие 29 клубов. Наиболее часто включались игроки киевского «Динамо» (253 раза) и московского «Спартака» (226). Рекордсменами среди футболистов являются Лев Яшин и Олег Блохин — они 16 и 15 раз входили в список лучших.
15 футболистов (Сергей Горлукович, Игорь Добровольский, Андрей Кобелев, Сергей Колотовкин, Юрий Никифоров, Дмитрий Попов, Андрей Пятницкий, Дмитрий Радченко, Рашид Рахимов, Омари Тетрадзе, Сергей Фокин, Дмитрий Харин, Андрей Чернышов, Станислав Черчесов, Валерий Шмаров) включались впоследствии и в списки 33 лучших футболистов чемпионатов России.

## Списки по годам

### Лучшие игроки сезона в 1928, 1930, 1933 и 1938 годах
| Год  | № | Вратари         | Правые защитники  | Левые защитники   | Правые полузащитники | Центральные полузащитники | Левые полузащитники | Правые крайние   | Правые полусредние | Центральные нападающие | Левые полусредние   | Левые крайние       |
| ---- | - | --------------- | ----------------- | ----------------- | -------------------- | ------------------------- | ------------------- | ---------------- | ------------------ | ---------------------- | ------------------- | ------------------- |
| 1928 | 1 | Н. Соколов (Л)  | Рущинский (М)     | Фокин(?) (Х)      | П. Филиппов (Л)      | Селин (М)                 | Столяров (М)        | П. Григорьев (Л) | Бутусов (Л)        | Исаков (М)             | Вл. Блинков (М)     | Холин (М)           |
| 1928 | 2 | Леонов (М)      | А. Корнилов (Л)   | Ежов (Л)          | Егоров (М)           | Батырев (Л)               | Леута (М)           | Н. Старостин (М) | С. Иванов (М)      | К. Блинков (М)         | Канунников (М)      | Кусков (Л)          |
| 1928 | 3 | Савинцев (Л)    | Карпенко (М)      | Ал. Старостин (М) | Ленчиков (М)         | В. В. Фомин (Х)           | Привалов (Х)        | А. Макаров (М)   | Шпаковский (Х)     | Г. Иванов (Л)          | Алфёров (Х)         | Печёный (Н)         |
| 1928 | 4 | И. Филиппов (М) | Кладько (Х)       | Тетерин (М)       | Семеко(?) (Х)        | Воног (Л)                 | Никишин (М)         | Т. Григорьев (М) | Троицкий (М)       | Г. Архангельский (Л)   | Б. Шелагин (Л)      | Шапошников (М)      |
| 1930 | 1 | Н. Соколов (Л)  | Ал. Старостин (М) | Пчеликов (М)      | Егоров (М)           | В. В. Фомин (Х)           | Привалов (Х)        | П. Григорьев (Л) | Штрауб (О)         | Бутусов (Л)            | Павлов (М)          | Прокофьев (М)       |
| 1930 | 2 | И. Филиппов (М) | Кладько (Х)       | К. Фомин (Х)      | Н. Фомин (Х)         | Батырев (Л)               | Никишин (М)         | Н. Старостин (М) | Шпаковский (Х)     | С. Иванов (М)          | Елисеев (М)         | С. Ильин (М)        |
| 1930 | 3 | Савинцев (Л)    | Рущинский (М)     | А. Корнилов (Л)   | П. Попов (Л)         | Ан. Старостин (М)         | Леута (М)           | Гичкин (Н)       | Малхасов (К)       | Курабо (Р)             | Б. Шелагин (Л)      | Печёный (К)         |
| 1933 | 1 | Бабкин (Х)      | Ал. Старостин (М) | К. Фомин (Х)      | Н. Фомин (Х)         | Ан. Старостин (М)         | Привалов (Х)        | Н. Старостин (М) | Вас. Смирнов (М)   | С. Иванов (М)          | А. Лапшин (М)       | С. Ильин (М)        |
| 1933 | 2 | Идзковский (К)  | Кириллов (Х)      | Тетерин (М)       | Дубинин (М)          | Селин (М)                 | Столяров (М)        | Гончаренко (И)   | П. Дементьев (Л)   | Щегоцкий (К)           | Павлов (М)          | Прокофьев (К)       |
| 1933 | 3 | Дорохов (И)     | Сентябрёв (И)     | Ежов (Л)          | Аникин (И)           | Жордания (И)              | Леута (М)           | Малхасов (И)     | Лайко (Дн)         | Елисеев (Л)            | Паровышников (Х)    | Кусков (Л)          |
| 1938 | 1 | Акимов (ДМ)     | Лясковский (Ц)    | Вас. Соколов (СМ) | А. Лапшин (ДМ)       | Ан. Старостин (СМ)        | Елисеев (ДМ)        | Джеджелава (ДТб) | Якушин (ДМ)        | Вик. Семёнов (СМ)      | Н. Дементьев (ДЛ)   | Г. Федотов (Ц)      |
| 1938 | 2 | Трусевич (ДК)   | Табачковский (ДО) | Волин (ДО)        | С. Артемьев (СМ)     | Лифшиц (ДК)               | Кузьменко (ДК)      | Семичастный (ДМ) | Шиловский (ДК)     | Алов (ДЛ)              | Ал-й Соколов (СМ)   | С. Ильин (ДМ)       |
| 1938 | 3 | Жмельков (СМ)   | Н. Родионов (ММ)  | Карелин (СтМ)     | Гребер (ДК)          | Кочетков (ТМ)             | А. Фёдоров (ДЛ)     | Киреев (Ц)       | В. Степанов (СМ)   | Лайко (ДК)             | Комаров (ДК)        | П. Корнилов (ДК/СМ) |
| 1938 | 4 | Иконников (ТБ)  | Махиня (ДК)       | П. Киселёв (ДЛ)   | Мошкаркин (ЛМ)       | Малинин (Ц)               | Н. Ильин (ЛМ)       | Сазонов (ДЛ)     | К. Рязанцев (ТМ)   | Капелькин (ММ)         | Ал-й Пономарёв (ДМ) | Быков (ДЛ)          |
| 1938 | 5 | Назаретов (КСМ) | М. Денисов (ДЛ)   | Бикезин (Стх)     | Вик. Маслов (ТМ)     | Орешкин (Э)               | Нифонтов (ТБ)       | Балаба (Стх)     | Зайцев (ММ)        | Пайчадзе (ДТб)         | В. Бережной (ДТб)   | Папков (ММ)         |

1Сокращения, используемые выше:
- Дн — Днепропетровск
- ДО — «Динамо» (Одесса); в наст. время «Черноморец»
- И — Иваново
- К — Киев
- КСМ — «Крылья Советов» (Москва)
- Л — Ленинград
- М — Москва
- ММ — «Металлург» (Москва); в наст. время «Серп и Молот»
- Н — Николаев (Николаевская область)
- О — Одесса
- Р — Ростов-на-Дону
- СтМ — «Сталинец» (Москва)
- Стх — «Стахановец» (Сталино); в наст. время «Шахтёр» Донецк
- ТБ — «Темп» (Баку); позже — «Строитель юга»
- Х — Харьков
- Э — «Электрик» (Ленинград); позже — «Электросила»

### 33 лучших игрока сезона с 1948 года
| Год          | №                 | Вратари             | Полевые игроки     | Полевые игроки     | Полевые игроки      | Полевые игроки                  | Полевые игроки        | Полевые игроки      | Полевые игроки      | Полевые игроки       | Полевые игроки    | Полевые игроки     |
| ------------ | ----------------- | ------------------- | ------------------ | ------------------ | ------------------- | ------------------------------- | --------------------- | ------------------- | ------------------- | -------------------- | ----------------- | ------------------ |
| 1948         | 1                 | Акимов (ТМ)         | Чистохвалов (Ц)    | Кочетков (Ц)       | Нырков (Ц)          | Вс. Блинков (ДМ)                | В. Соловьёв (Ц)       | Трофимов (ДМ)       | Николаев (Ц)        | Ал-др Пономарёв (ТМ) | Бобров (Ц)        | Дёмин (Ц)          |
| 1948         | 2                 | Никаноров (Ц)       | А. С. Петров (ДМ)  | Л. Соловьёв (ДМ)   | Гомес (ТМ)          | Водягин (Ц)                     | Малявкин (ДМ)         | Гринин (Ц)          | Карцев (ДМ)         | С. Соловьёв (ДМ)     | Бесков (ДМ)       | Сальников (СМ)     |
| 1948         | 3                 | Хомич (ДМ)          | Холодков (СМ)      | Дзяпшипа (ДТб)     | Сарджвеладзе (ДТб)  | Тимаков (СМ)                    | К. Рязанцев (СМ)      | Конов (СМ)          | Марютин (З)         | Г. Федотов (Ц)       | Н. Дементьев (СМ) | Оботов (ЛМ)        |
| 1949         | 1                 | Акимов (ВВС)        | Чистохвалов (Ц)    | Л. Соловьёв (ДМ)   | Седов (СМ)          | Вс. Блинков (ДМ)                | К. Рязанцев (СМ)      | Гринин (Ц)          | Николаев (Ц)        | Симонян (СМ)         | Бесков (ДМ)       | Сальников (СМ)     |
| 1949         | 2                 | Хомич (ДМ)          | Метельский (ВВС)   | Крижевский (ВВС)   | П. Иванов (ДМ)      | Тимаков (СМ)                    | Малявкин (ДМ)         | Трофимов (ДМ)       | Конов (ДМ)          | Ал-др Пономарёв (ТМ) | Н. Дементьев (СМ) | Дёмин (Ц)          |
| 1949         | 3                 | Л. Иванов (З)       | Бадин (ТСт)        | Дзяпшипа (ДТб)     | Гомес (ТМ)          | Соломатин (ТМ)                  | М. Родин (Ц)          | Парамонов (СМ)      | Марютин (З)         | Савдунин (ДМ)        | Бобров (Ц)        | Борзенко (ЛХ)      |
| 1950         | 1                 | Л. Иванов (З)       | Чистохвалов (Ц)    | Башашкин (Ц)       | Седов (СМ)          | Водягин (Ц)                     | Нетто (СМ)            | Трофимов (ДМ)       | Николаев (Ц)        | Бесков (ДМ)          | Н. Дементьев (СМ) | С.Соловьёв (ДМ)    |
| 1950         | 2                 | Саная (ДМ)          | Метельский (ВВС)   | Вас. Соколов (СМ)  | Нырков (Ц)          | Тимаков (СМ)                    | А. Т. Петров (Ц)      | Гринин (Ц)          | Марютин (З)         | Симонян (СМ)         | Гогоберидзе (ДТб) | Дёмин (Ц)          |
| 1950         | 3                 | Маргания (ДТб)      | Скорохов (КС)      | Крижевский (ВВС)   | Гомес (ТМ)          | Соломатин (ТМ)                  | Ал-р Соколов (ДМ)     | Парамонов (СМ)      | Шувалов (ВВС)       | Гулевский (КС)       | Сальников (ДМ)    | В. Т. Фомин (Ш)    |
| 1951         | 1                 | Л. Иванов (З)       | Чистохвалов (Ц)    | Башашкин (Ц)       | Нырков (Ц)          | Водягин (Ц)                     | А. Т. Петров (Ц)      | Гринин (Ц)          | Николаев (Ц)        | Гулевский (КС)       | Гогоберидзе (ДТб) | Дёмин (Ц)          |
| 1951         | 2                 | Никаноров (Ц)       | Метельский (ВВС)   | Крижевский (ВВС)   | Гомес (ТМ)          | Тимаков (СМ)                    | Нетто (СМ)            | Трофимов (ДМ)       | Марютин (З)         | Ал-др Пономарёв (Ш)  | Сальников (ДМ)    | А. Иванов (З)      |
| 1951         | 3                 | Маргания (ДТб)      | Дегтярёв (Ш)       | Дзяпшипа (ДТб)     | Седов (СМ)          | Алпатов (Ш)                     | Антадзе (ДТб)         | Джоджуа (ДТб)       | Ворошилов (КС)      | Симонян (СМ)         | В. Соловьёв (Ц)   | Борзенко (ЛХ)      |
| 1952         | 1                 | Л. Иванов (З)       | Вит. Голубев (ДК)  | Гомес (ТМ)         | П. Тищенко (ДК)     | Тимаков (СМ)                    | Нетто (СМ)            | А. М. Ильин (СМ)    | Марютин (З)         | Зазроев (ДК)         | Терентьев (СМ)    | Емышев (СМ)        |
| 1952         | 2                 | В. Корнилов (КС)    | Н. Тищенко (СМ)    | Дзяпшипа (ДТб)     | Нырков (КгК)        | Юст (ДК)                        | Михалина (ДК)         | Трофимов (ДМ)       | Николаев (КгК)      | Бобров (ВВС)         | Гогоберидзе (ДТб) | А. Иванов (З)      |
| 1952         | 3                 | Саная (ДМ)          | Васильев (КС)      | Забелин (ЛМ)       | Савдунин (ДМ)       | Антадзе (ДТб)                   | В. И. Фомин (КгК)     | Парамонов (СМ)      | Ворошилов (КС)      | Симонян (СМ)         | А. А. Ильин (КгК) | Чкуасели (ДТб)     |
| 1953         | 1                 | Л. Иванов (З)       | —                  | Крижевский (ДМ)    | Седов (СМ)          | Байков (ДМ)                     | Нетто (СМ)            | Татушин (СМ)        | Марютин (З)         | Симонян (СМ)         | Сальников (ДМ)    | А. М. Ильин (СМ)   |
| 1953         | 2                 | Яшин (ДМ)           | —                  | Башашкин (СМ)      | Б. Д. Кузнецов (ДМ) | Карпов (ЗК)                     | Савдунин (ДМ)         | А. А. Ильин (ТМ)    | Вал. Иванов (ТМ)    | Гулевский (ЗК)       | Гогоберидзе (ДТб) | А. Иванов (З)      |
| 1953         | 3                 | Маргания (ДТб)      | Н. Тищенко (СМ)    | Марьенко (ТМ)      | —                   | Паршин (СМ) 4. А. Ларионов (ДК) | Войнов (З)            | —                   | —                   | —                    | —                 | —                  |
| 1953         | 1                 | Л. Иванов (З)       | Н. Тищенко (СМ)    | Башашкин (СМ)      | Седов (СМ)          | Войнов (З)                      | Нетто (СМ)            | Татушин (СМ)        | Ворошилов (ЗК)      | Симонян (СМ)         | Гогоберидзе (ДТб) | А. М. Ильин (СМ)   |
| 1953         | 2                 | Маргания (ДТб)      | Элошвили (ДТб)     | Крижевский (ДМ)    | Б. Д. Кузнецов (ДМ) | Паршин (СМ)                     | Савдунин (ДМ)         | Вацкевич (ТМ)       | Парамонов (СМ)      | Гулевский (ЗК)       | Сальников (ДМ)    | А. Иванов (З)      |
| 1953         | 3                 | Яшин (ДМ)           | Родионов (ДМ)      | Вит. Голубев (ДК)  | Гомес (ТМ)          | Карпов (ЗК)                     | Антадзе (ДТб)         | Коршунов (ДМ)       | Марютин (З)         | Калоев (ДТб)         | Н. Дементьев (СМ) | Чкуасели (ДТб)     |
| 1954         | 1                 | Яшин (ДМ)           | Н. Тищенко (СМ)    | Башашкин (Ц)       | Седов (СМ)          | Парамонов (СМ)                  | Нетто (СМ)            | Татушин (СМ)        | Гогоберидзе (ДТб)   | Симонян (СМ)         | Сальников (ДМ)    | А. М. Ильин (СМ)   |
| 1954         | 2                 | Л. Иванов (З)       | Родионов (ДМ)      | Крижевский (ДМ)    | Б. Д. Кузнецов (ДМ) | Войнов (З)                      | Антадзе (ДТб)         | Шабров (ДМ)         | Исаев (СМ)          | Зазроев (ДК)         | Н. Дементьев (СМ) | Рыжкин (ДМ)        |
| 1954         | 3                 | Макаров (ДК)        | Порхунов (Ц)       | Вит. Голубев (ДК)  | Огоньков (СМ)       | Байков (ДМ)                     | Савдунин (ДМ)         | Сочнев (ТР)         | Вал. Иванов (ТМ)    | Мамедов (ДМ)         | В. Ильин (ДМ)     | В. Т. Фомин (ДК)   |
| 1955         | 1                 | Яшин (ДМ)           | Порхунов (Ц)       | Башашкин (Ц)       | Огоньков (СМ)       | Парамонов (СМ)                  | Нетто (СМ)            | Татушин (СМ)        | Вал. Иванов (ТМ)    | Стрельцов (ТМ)       | Сальников (СМ)    | А. М. Ильин (СМ)   |
| 1955         | 2                 | Разинский (Ц)       | А. Родионов (ДМ)   | Крижевский (ДМ)    | Перевалов (Ц)       | Беца (Ц)                        | А. Т. Петров (Ц)      | Шабров (ДМ)         | Федосов (ДМ)        | Паршин (СМ)          | Гогоберидзе (ДТб) | Рыжкин (ДМ)        |
| 1955         | 3                 | О. Макаров (ДК)     | Рогов (ЛМ)         | Маслёнкин (СМ)     | Б. Д. Кузнецов (ДМ) | В. Артемьев (ЛМ)                | Думанский (Ш)         | Агапов (Ц)          | Исаев (СМ)          | Ю. Кузнецов (ДМ)     | Коман (ДК)        | Арбутов (ТМ)       |
| 1956         | 1                 | Яшин (ДМ)           | Н. Тищенко (СМ)    | Башашкин (Ц)       | Огоньков (СМ)       | Парамонов (СМ)                  | Нетто (СМ)            | Татушин (СМ)        | Исаев (СМ)          | Стрельцов (ТМ)       | Сальников (СМ)    | А. М. Ильин (СМ)   |
| 1956         | 2                 | Разинский (Ц)       | Порхунов (Ц)       | Крижевский (ДМ)    | Б. Д. Кузнецов (ДМ) | Беца (Ц)                        | А. Т. Петров (Ц)      | Хасая (ДТб)         | Вал. Иванов (ТМ)    | Симонян (СМ)         | Ю. Беляев (Ц)     | Рыжкин (ДМ)        |
| 1956         | 3                 | Ивакин (Ц)          | Элошвили (ДТб)     | Маслёнкин (СМ)     | Перевалов (Ц)       | В. Артемьев (ЛМ)                | Гогоберидзе (ДТб)     | Апухтин (ЛМ)        | Бубукин (ЛМ)        | А. Мамедов (ДМ)      | Коман (ДК)        | Ковалёв (ЛМ)       |
| 1957         | 1                 | Яшин (ДМ)           | Огоньков (СМ)      | Кесарев (ДМ)       | Б. Д. Кузнецов (ДМ) | Войнов (ДК)                     | Нетто (СМ)            | Татушин (СМ)        | Вал. Иванов (ТМ)    | Стрельцов (ТМ)       | Федосов (ДМ)      | А. М. Ильин (СМ)   |
| 1957         | 2                 | В. Беляев (ДМ)      | Рогов (ЛМ)         | Крижевский (ДМ)    | Островский (ТМ)     | Ковалёв (ЛМ)                    | Царёв (ДМ)            | Метревели (ТМ)      | Исаев (СМ)          | Симонян (СМ)         | Коман (ДК)        | Рыжкин (ДМ)        |
| 1957         | 3                 | Маслаченко (ЛМ)     | Элошвили (ДТб)     | Маслёнкин (СМ)     | Крутиков (Ц)        | Парамонов (СМ)                  | А. Т. Петров (Ц)      | Апухтин (Ц)         | Мамыкин (ДМ)        | А. Мамедов (ДМ)      | Сальников (СМ)    | В. Т. Фомин (ДК)   |
| 1958         | 1                 | Яшин (ДМ)           | Кесарев (ДМ)       | Маслёнкин (СМ)     | Б. Д. Кузнецов (ДМ) | Войнов (ДК)                     | Нетто (СМ)            | Метревели (ТМ)      | Вал. Иванов (ТМ)    | Каневский (ДК)       | Ворошилов (ЛМ)    | А. М. Ильин (СМ)   |
| 1958         | 2                 | В. Беляев (ДМ)      | Щербаков (Ц)       | Крижевский (ДМ)    | Солдатов (СМ)       | Чистяков (СМ)                   | Царёв (ДМ)            | Редкин (КС)         | Мозер (СМ)          | Симонян (СМ)         | Гусаров (ТМ)      | Шаповалов (ДМ)     |
| 1958         | 3                 | Маслаченко (ЛМ)     | Алёшин (Ц)         | Ермолаев (Ц)       | Багрич (Ц)          | Ал-р Соколов (ДМ)               | Ковалёв (ЛМ)          | Урин (ДМ)           | Цинклер (Мол)       | А. Мамедов (ДМ)      | Сальников (СМ)    | Месхи (ДТб)        |
| 1959         | 1                 | Яшин (ДМ)           | Кесарев (ДМ)       | Маслёнкин (СМ)     | Б. Д. Кузнецов (ДМ) | Войнов (ДК)                     | Нетто (СМ)            | Метревели (ТМ)      | Вал. Иванов (ТМ)    | Ю. Кузнецов (ДМ)     | Бубукин (ЛМ)      | Месхи (ДТб)        |
| 1959         | 2                 | Маслаченко (ЛМ)     | Солдатов (СМ)      | Крижевский (ДМ)    | Багрич (Ц)          | Ал-р Соколов (ДМ)               | Царёв (ДМ)            | Урин (ДМ)           | Исаев (СМ)          | Калоев (ДТб)         | Гогоберидзе (ДТб) | А. М. Ильин (СМ)   |
| 1959         | 3                 | Разинский (Ц)       | Медакин (ТМ)       | В. Шустиков (ТМ)   | Крутиков (СМ)       | В. Артемьев (ЛМ)                | Ковалёв (ЛМ)          | Апухтин (Ц)         | Батанов (З)         | Понедельник (СКА)    | Федосов (ДМ)      | Мосалёв (СКА)      |
| 1960         | 1                 | Яшин (ДМ)           | Чохели (ДТб)       | Маслёнкин (СМ)     | Крутиков (СМ)       | Войнов (ДК)                     | Нетто (СМ)            | Метревели (ТМ)      | Вал. Иванов (ТМ)    | Понедельник (СКА)    | Бубукин (ЛМ)      | Месхи (ДТб)        |
| 1960         | 2                 | Маслаченко (ЛМ)     | Медакин (ТМ)       | В. Шустиков (ТМ)   | Островский (ТМ)     | Воронин (ТМ)                    | Маношин (ТМ)          | Базилевич (ДК)      | Численко (ДМ)       | Гусаров (ТМ)         | Батанов (ТМ)      | Лобановский (ДК)   |
| 1960         | 3                 | Котрикадзе (ДТб)    | В. Петров (СМ)     | Рябов (ДМ)         | Багрич (Ц)          | Чертков (СКА)                   | Шикунов (СКА)         | Апухтин (Ц)         | Серебряников (ДК)   | Г. Смирнов (Дау)     | Хусаинов (КС)     | О. С. Сергеев (ТМ) |
| 1961         | 1                 | Яшин (ДМ)           | Дубинский (Ц)      | Маслёнкин (СМ)     | Чохели (ДТб)        | Воронин (ТМ)                    | Нетто (СМ)            | Метревели (ТМ)      | Вал. Иванов (ТМ)    | Понедельник (СКА)    | Мамыкин (Ц)       | Месхи (ДТб)        |
| 1961         | 2                 | Маслаченко (ЛМ)     | Г. Амбарцумян (Ар) | Шестернёв (Ц)      | Островский (ТМ)     | Сабо (ДК)                       | Маношин (ТМ)          | Численко (ДМ)       | В. Амбарцумян (Ц)   | Гусаров (ТМ)         | Хусаинов (СМ)     | Мосалёв (СКА)      |
| 1961         | 3                 | Котрикадзе (ДТб)    | Данилов (З)        | В. Шустиков (ТМ)   | Крутиков (СМ)       | Г. Сичинава (ДТб)               | Шикунов (СКА)         | Базилевич (ДК)      | Серебряников (ДК)   | Каневский (ДК)       | Яманидзе (ДТб)    | Спиридонов (ЛМ)    |
| 1962         | 1                 | Яшин (ДМ)           | Дубинский (Ц)      | Маслёнкин (СМ)     | Чохели (ДТб)        | Крутиков (СМ)                   | Завидонов (З)         | Нетто (СМ)          | Метревели (ТМ)      | Вал. Иванов (ТМ)     | Понедельник (СКА) | Месхи (ДТб)        |
| 1962         | 2                 | Маслаченко (СМ)     | Логофет (СМ)       | Рябов (ДМ)         | Шестернёв (Ц)       | Данилов (З)                     | Сабо (ДК)             | Маношин (ТМ)        | Численко (ДМ)       | Серебряников (ДК)    | Гусаров (ТМ)      | Лобановский (ДК)   |
| 1962         | 3                 | Котрикадзе (ДТб)    | Семиглазов (Ц)     | Турянчик (ДК)      | Дикарев (СМ)        | Багрич (Ц)                      | Г. Сичинава (ДТб)     | Яманидзе (ДТб)      | Базилевич (ДК)      | Севидов (СМ)         | Каневский (ДК)    | Хусаинов (СМ)      |
| 1963         | 1                 | Яшин (ДМ)           | Дубинский (Ц)      | Шестернёв (Ц)      | В. Шустиков (ТМ)    | Крутиков (СМ)                   | Воронин (ТМ)          | Нетто (СМ)          | Численко (ДМ)       | Вал. Иванов (ТМ)     | Понедельник (СКА) | Хусаинов (СМ)      |
| 1963         | 2                 | Урушадзе (ТКт)      | Мудрик (ДМ)        | А. Корнеев (СМ)    | Царёв (ДМ)          | Глотов (ДМ)                     | Вал. Маслов (ДМ)      | Короленков (ДМ)     | Базилевич (ДК)      | Мустыгин (ДМн)       | Малофеев (ДМн)    | Копаев (СКА)       |
| 1963         | 3                 | Котрикадзе (ДТб)    | В. Пономарёв (Ц)   | Хурцилава (ДТб)    | Чохели (ДТб)        | Данилов (З)                     | Фалин (СМ)            | Биба (ДК)           | Туаев (Неф)         | Серебряников (ДК)    | Гусаров (ДМ)      | Фадеев (ДМ)        |
| 1964         | 1                 | Яшин (ДМ)           | В. Пономарёв (Ц)   | Шестернёв (Ц)      | В. Шустиков (ТМ)    | Мудрик (ДМ)                     | Воронин (ТМ)          | Яманидзе (ДТб)      | Численко (ДМ)       | Вал. Иванов (ТМ)     | Метревели (ДТб)   | Месхи (ДТб)        |
| 1964         | 2                 | Банников (ДК)       | Б. Сичинава (ДТб)  | Аничкин (ДМ)       | А. Корнеев (СМ)     | Сараев (ТМ)                     | Г. Сичинава (ДТб)     | Биба (ДК)           | Датунашвили (ДТб)   | Баркая (ДТб)         | Серебряников (ДК) | Хусаинов (СМ)      |
| 1964         | 3                 | Кавазашвили (ТМ)    | Логофет (СМ)       | Соснихин (ДК)      | Зейнклишвили (ДТб)  | Цховребов (ДТб)                 | Вал. Маслов (ДМ)      | Маношин (Ц)         | Базилевич (ДК)      | В. Федотов (Ц)       | Казаков (Ц)       | Хмельницкий (Ш)    |
| 1965         | 1                 | Яшин (ДМ)           | В. Пономарёв (Ц)   | Шестернёв (Ц)      | Афонин (СКА)        | Данилов (З)                     | Воронин (ТМ)          | Сабо (ДК)           | Метревели (ДТб)     | Копаев (СКА)         | Стрельцов (ТМ)    | Месхи (ДТб)        |
| 1965         | 2                 | Кавазашвили (ТМ)    | Щегольков (ДК)     | Хурцилава (ДТб)    | Усаторре (ДМн)      | Островский (ДК)                 | Биба (ДК)             | Бреднев (ТМ)        | Численко (ДМ)       | Вал. Иванов (ТМ)     | Банишевский (Неф) | Хусаинов (СМ)      |
| 1965         | 3                 | Банников (ДК)       | Гетманов (СКА)     | В. Шустиков (ТМ)   | Марушко (ТМ)        | Багрич (Ц)                      | Вал. Маслов (ДМ)      | Садырин (З)         | Базилевич (ДК)      | Малофеев (ДМн)       | Серебряников (ДК) | Хмельницкий (ДК)   |
| 1966         | 1                 | Яшин (ДМ)           | В. Пономарёв (Ц)   | Шестернёв (Ц)      | Турянчик (ДК)       | Данилов (З)                     | Сабо (ДК)             | Медвидь (ДК)        | Численко (ДМ)       | Бышовец (ДК)         | Биба (ДК)         | Г. Матвеев (СКА)   |
| 1966         | 2                 | Кавазашвили (ТМ)    | Гетманов (СКА)     | Соснихин (ДК)      | Хурцилава (ДТб)     | Багрич (Ц)                      | Воронин (ТМ)          | Ленёв (ТМ)          | Поркуян (ДК)        | Стрельцов (ТМ)       | Банишевский (Неф) | Датунашвили (ДТб)  |
| 1966         | 3                 | Пшеничников (Пах)   | Андреюк (ТМ)       | Афонин (СКА)       | Аничкин (ДМ)        | Островский (ДК)                 | Г. Сичинава (ДТб)     | Мунтян (ДК)         | Туаев (Неф)         | Осянин (СМ)          | Копаев (СКА)      | Хмельницкий (ДК)   |
| 1967         |                   | Кавазашвили (ТМ)    | Аничкин (ДМ)       | Зыков (ДМ)         | Соснихин (ДК)       | Цховребов (ДТб)                 | К. Асатиани (ДТб)     | Малофеев (ДМн)      | Мунтян (ДК)         | Банишевский (Неф)    | Кох (ЛМ)          | Стрельцов (ТМ)     |
| 1967         | Пшеничников (Пах) | Афонин (СКА)        | Истомин (Ц)        | Турянчик (ДК)      | Шестернёв (Ц)       | Гусаров (ДМ)                    | Вал. Маслов (ДМ)      | Сабо (ДК)           | Бышовец (ДК)        | Мустыгин (ДМн)       | Туаев (Неф)       |                    |
| 1967         | Яшин (ДМ)         | Брухтий (Неф)       | Левченко (ДК)      | Хурцилава (ДТб)    | Щегольков (ДК)      | Еськов (СКА)                    | Медвидь (ДК)          | Серебряников (ДК)   | Еврюжихин (ДМ)      | Нодия (ДТб)          | Численко (ДМ)     |                    |
| 1968         | 1                 | Яшин (ДМ)           | Афонин (Ц)         | Шестернёв (Ц)      | Хурцилава (ДТб)     | Зыков (ДМ)                      | Мунтян (ДК)           | В. Амбарцумян (СМ)  | Серебряников (ДК)   | Метревели (ДТб)      | Стрельцов (ТМ)    | Хмельницкий (ДК)   |
| 1968         | 2                 | Пшеничников (Ц)     | Истомин (Ц)        | Капличный (Ц)      | Соснихин (ДК)       | Дзодзуашвили (ДТб)              | Вал. Маслов (ДМ)      | Аничкин (ДМ)        | Малофеев (ДМн)      | Пузач (ДК)           | Козлов (ДМ)       | Абдураимов (Пах)   |
| 1968         | 3                 | Дегтерёв (Ш)        | Янец (ТМ)          | Круликовский (ДК)  | Лысенко (Ч)         | Левченко (ДК)                   | Сахаров (ДМн)         | Ленёв (ТМ)          | Н. Киселёв (СМ)     | Гершкович (ТМ)       | Бышовец (ДК)      | Хусаинов (СМ)      |
| 1969         | 1                 | Рудаков (ДК)        | Дзодзуашвили (ДТб) | Шестернёв (Ц)      | Хурцилава (ДТб)     | Ловчев (СМ)                     | Мунтян (ДК)           | К. Асатиани (ДТб)   | Серебряников (ДК)   | Гершкович (ТМ)       | Бышовец (ДК)      | Нодия (ДТб)        |
| 1969         | 2                 | Кавазашвили (СМ)    | Логофет (СМ)       | Вад. Иванов (СМ)   | Капличный (Ц)       | Афонин (Ц)                      | Папаев (СМ)           | Н. Киселёв (СМ)     | Калинов (СМ)        | Пузач (ДК)           | Осянин (СМ)       | Хмельницкий (ДК)   |
| 1969         | 3                 | Яшин (ДМ)           | Штапов (ДМ)        | Соснихин (ДК)      | Круликовский (ДК)   | Зыков (ДМ)                      | Еськов (СКА)          | Ларин (ДМ)          | Боговик (ДК)        | Козлов (ДМ)          | Зинченко (СКА)    | Хусаинов (СМ)      |
| 1970         | 1                 | Банников (ТМ)       | Истомин (Ц)        | Шестернёв (Ц)      | Капличный (Ц)       | Зыков (ДМ)                      | Мунтян (ДК)           | В. Федотов (Ц)      | Папаев (СМ)         | Нодия (ДТб)          | Копейкин (Ц)      | Еврюжихин (ДМ)     |
| 1970         | 2                 | Кудасов (СКА)       | Дзодзуашвили (ДТб) | Вад. Иванов (СМ)   | Вл. Смирнов (ДМ)    | Ловчев (СМ)                     | Н. Киселёв (СМ)       | Калинов (СМ)        | Поликарпов (Ц)      | Эштреков (ДМ)        | Козлов (ДМ)       | Дударенко (Ц)      |
| 1970         | 3                 | Кавазашвили (СМ)    | Логофет (СМ)       | Аничкин (ДМ)       | Хурцилава (ДТб)     | Афонин (Ц)                      | Вал. Маслов (ДМ)      | К. Асатиани (ДТб)   | Кульчицкий (Кар)    | Г. Шалимов (ТМ)      | Бышовец (ДК)      | Козинкевич (Ш)     |
| 1971         | 1                 | Рудаков (ДК)        | Дзодзуашвили (ДТб) | Шестернёв (Ц)      | Хурцилава (ДТб)     | Зыков (ДМ)                      | Долматов (Кай)        | В. Федотов (Ц)      | Колотов (ДК)        | Иштоян (Ар)          | Бышовец (ДК)      | Шевченко (Неф)     |
| 1971         | 2                 | Банников (ТМ)       | Истомин (Ц)        | Соснихин (ДК)      | Абрамов (СМ)        | Матвиенко (ДК)                  | Н. Киселёв (СМ)       | Заназанян (Ар)      | Андриасян (Ар)      | Грещак (Кар)         | Копейкин (Ц)      | Козинкевич (Ш)     |
| 1971         | 3                 | Пильгуй (ДМ)        | Серостанов (СКА)   | Пахомов (ТМ)       | Коваленко (Ар)      | Месропян (Ар)                   | Веремеев (ДК)         | Мачаидзе (ДТб)      | Коньков (Ш)         | Пузач (ДК)           | Маркаров (Ар)     | Хмельницкий (ДК)   |
| 1972         | 1                 | Рудаков (ДК)        | Дзодзуашвили (ДТб) | Хурцилава (ДТб)    | Капличный (Ц)       | Ловчев (СМ)                     | Мунтян (ДК)           | В. Федотов (Ц)      | Колотов (ДК)        | Гуцаев (ДТб)         | Пузач (ДК)        | Блохин (ДК)        |
| 1972         | 2                 | Пильгуй (ДМ)        | Доценко (ДК)       | Журавлёв (Заря)    | Ольшанский (СМ)     | Истомин (Ц)                     | В. В. Кузнецов (Заря) | Вяч. Семёнов (Заря) | Папаев (СМ)         | Ю. Смирнов (ТМ)      | Нодия (ДТб)       | Онищенко (Заря)    |
| 1972         | 3                 | Банников (ТМ)       | Серостанов (СКА)   | Звягинцев (Ц)      | Фоменко (ДК)        | Загуменных (З)                  | Мачаидзе (ДТб)        | Веремеев (ДК)       | Васенин (Заря)      | Чесноков (ЛМ)        | Зинченко (З)      | Хромченков (З)     |
| 1973         | 1                 | Пильгуй (ДМ)        | Дзодзуашвили (ДТб) | Хурцилава (ДТб)    | Капличный (Ц)       | Ловчев (СМ)                     | Мунтян (ДК)           | В. Федотов (Ц)      | Андриасян (Ар)      | Иштоян (Ар)          | Кожемякин (ДМ)    | Блохин (ДК)        |
| 1973         | 2                 | Абрамян (Ар)        | Мартиросян (Ар)    | Ольшанский (СМ)    | Фоменко (ДК)        | Матвиенко (ДК)                  | Долматов (ДМ)         | Заназанян (Ар)      | Мачаидзе (ДТб)      | Онищенко (Заря)      | Маркаров (Ар)     | Еврюжихин (ДМ)     |
| 1973         | 3                 | Рудаков (ДК)        | Басалаев (ДМ)      | Звягинцев (Ш)      | Коваленко (Ар)      | Месропян (Ар)                   | Веремеев (ДК)         | Коньков (Ш)         | Колотов (ДК)        | Васин (Ш)            | Нодия (ДТб)       | Кипиани (ДТб)      |
| 1974         | 1                 | А. В. Прохоров (СМ) | Трошкин (ДК)       | Фоменко (ДК)       | Ольшанский (СМ)     | Матвиенко (ДК)                  | Веремеев (ДК)         | Колотов (ДК)        | Андриасян (Ар)      | Онищенко (ДК)        | Никонов (ТМ)      | Блохин (ДК)        |
| 1974         | 2                 | Рудаков (ДК)        | Логофет (СМ)       | Осянин (СМ)        | Худиев (ТМ)         | Бутурлакин (ТМ)                 | В. В. Кузнецов (Заря) | Мачаидзе (ДТб)      | Ловчев (СМ)         | Чесноков (ЛМ)        | В. Фёдоров (Пах)  | Хадзипанагис (Пах) |
| 1974         | 3                 | Пильгуй (ДМ)        | Дзодзуашвили (ДТб) | Звягинцев (Ш)      | Никулин (ДМ)        | Высоких (Ц)                     | Минаев (СМ)           | Заназанян (Ар)      | Ан (Пах)            | Иштоян (Ар)          | Павленко (ДМ)     | Казачёнок (З)      |
| 1975         | 1                 | А. В. Прохоров (СМ) | Трошкин (ДК)       | Звягинцев (Ш)      | Фоменко (ДК)        | Ловчев (СМ)                     | Мунтян (ДК)           | Коньков (ДК)        | Колотов (ДК)        | Онищенко (ДК)        | Веремеев (ДК)     | Блохин (ДК)        |
| 1975         | 2                 | Астаповский (Ц)     | Круглов (ТМ)       | Осянин (СМ)        | Решко (ДК)          | Матвиенко (ДК)                  | Буряк (ДК)            | Сахаров (ТМ)        | Андриасян (Ар)      | Минаев (СМ)          | Копейкин (Ц)      | Максименков (ТМ)   |
| 1975         | 3                 | Рудаков (ДК)        | Никулин (ДМ)       | Мирзоян (Ар)       | Горбунов (Ш)        | Маховиков (ДМ)                  | Маркаров (Ар)         | Старухин (Ш)        | Соколовский (Ш)     | Петросян (Ар)        | Кипиани (ДТб)     | Филатов (ТМ)       |
| (в) 1976 (о) | 1                 | Астаповский (Ц)     | Круглов (ТМ)       | Фоменко (ДК)       | Ольшанский (Ц)      | Хинчагашвили (ДТб)              | Минаев (ДМ)           | Коньков (ДК)        | Веремеев (ДК)       | Колотов (ДК)         | Онищенко (ДК)     | Блохин (ДК)        |
| (в) 1976 (о) | 2                 | Гонтарь (ДМ)        | Трошкин (ДК)       | Швецов (Ц)         | Горбунов (Ш)        | Матвиенко (ДК)                  | Буряк (ДК)            | Сахаров (ТМ)        | Тарханов (Ц)        | Кипиани (ДТб)        | Маркин (З)        | Гуцаев (ДТб)       |
| (в) 1976 (о) | 3                 | Дегтерёв (Ш)        | Паров (ДМ)         | Вл. Голубев (З)    | Пригода (ТМ)        | Бутурлакин (ТМ)                 | Петросян (Ар)         | Максименков (ДМ)    | Ловчев (СМ)         | Мачаидзе (ДТб)       | Чесноков (Ц)      | В. Фёдоров (Пах)   |
| 1977         | 1                 | Дегтерёв (Ш)        | Пригода (ТМ)       | Бубнов (ДМ)        | Хинчагашвили (ДТб)  | Маховиков (ДМ)                  | Буряк (ДК)            | Коньков (ДК)        | Кипиани (ДТб)       | Веремеев (ДК)        | Чесноков (Ц)      | Блохин (ДК)        |
| 1977         | 2                 | Пильгуй (ДМ)        | Костава (ДТб)      | Фоменко (ДК)       | Жупиков (ТМ)        | Муджири (ДТб)                   | Минаев (ДМ)           | Бессонов (ДК)       | Колотов (ДК)        | Филатов (ТМ)         | Гуцаев (ДТб)      | Челебадзе (ДТб)    |
| 1977         | 3                 | Юрковский (ДК)      | Паров (ДМ)         | Вл. Голубев (З)    | Кантеладзе (ДТб)    | Бутурлакин (ТМ)                 | Мачаидзе (ДТб)        | Юрин (ТМ)           | Сахаров (ТМ)        | А. Бережной (ДК)     | Онищенко (ДК)     | Шенгелия (ДТб)     |
| 1978         | 1                 | Гогия (ДТб)         | Костава (ДТб)      | Бубнов (ДМ)        | Коньков (ДК)        | Маховиков (ДМ)                  | А. Бережной (ДК)      | Мачаидзе (ДТб)      | Бессонов (ДК)       | Гуцаев (ДТб)         | Кипиани (ДТб)     | Блохин (ДК)        |
| 1978         | 2                 | Роменский (Ч)       | Пригода (ТМ)       | Балтача (ДК)       | Жупиков (ТМ)        | Романцев (СМ)                   | Дараселия (ДТб)       | Ан (Пах)            | Максименков (ТМ)    | Ярцев (СМ)           | Газзаев (ЛМ)      | Шенгелия (ДТб)     |
| 1978         | 3                 | Дегтерёв (Ш)        | Бокий (ДМ)         | Лещук (Ч)          | Кантеладзе (ДТб)    | Кондратов (Ш)                   | Тарханов (Ц)          | Буряк (ДК)          | Шавло (СМ)          | Латыш (Ш)            | Гаврилов (СМ)     | Клементьев (З)     |
| 1979         | 1                 | Дасаев (СМ)         | Лозинский (ДК)     | Хидиятуллин (СМ)   | Чивадзе (ДТб)       | Романцев (СМ)                   | Буряк (ДК)            | Мачаидзе (ДТб)      | Бессонов (ДК)       | Гуцаев (ДТб)         | Гаврилов (СМ)     | Блохин (ДК)        |
| 1979         | 2                 | Габелия (ДТб)       | Давыдов (З)        | Коньков (ДК)       | Хачатрян (Ар)       | Маховиков (ДМ)                  | Дараселия (ДТб)       | Оганесян (Ар)       | Шавло (СМ)          | Андреев (СКА)        | Старухин (Ш)      | Шенгелия (ДТб)     |
| 1979         | 3                 | Дегтерёв (Ш)        | О. Родин (Кар)     | Хинчагашвили (ДТб) | Шавейко (ДМн)       | Демьяненко (ДК)                 | Федоренко (Ш)         | Веремеев (ДК)       | Максименков (ДМ)    | Роговский (Ш)        | Кипиани (ДТб)     | Казачёнок (З)      |
| 1980         | 1                 | Дасаев (СМ)         | Сулаквелидзе (ДТб) | Чивадзе (ДТб)      | Хидиятуллин (СМ)    | Романцев (СМ)                   | Буряк (ДК)            | Бессонов (ДК)       | Оганесян (Ар)       | Андреев (СКА)        | Гаврилов (СМ)     | Блохин (ДК)        |
| 1980         | 2                 | Роменский (ДК)      | Лозинский (ДК)     | Балтача (ДК)       | Коньков (ДК)        | Демьяненко (ДК)                 | Черенков (СМ)         | Шавло (СМ)          | Веремеев (ДК)       | Хапсалис (ДК)        | Кипиани (ДТб)     | Шенгелия (ДТб)     |
| 1980         | 3                 | Вик. Чанов (Ш)      | Янушевский (ДМн)   | Мирзоян (СМ)       | Хинчагашвили (ДТб)  | Швецов (Ц)                      | Дараселия (ДТб)       | Тарханов (Ц)        | Баль (Кар)          | Герасимов (З)        | Желудков (З)      | Казачёнок (З)      |
| 1981         | 1                 | Дасаев (СМ)         | Сулаквелидзе (ДТб) | Чивадзе (ДТб)      | Балтача (ДК)        | Демьяненко (ДК)                 | Буряк (ДК)            | Бессонов (ДК)       | Дараселия (ДТб)     | Шенгелия (ДТб)       | Гаврилов (СМ)     | Блохин (ДК)        |
| 1981         | 2                 | Вяч. Чанов (ТМ)     | Боровский (ДМн)    | Коньков (ДК)       | Хинчагашвили (ДТб)  | Романцев (СМ)                   | Баль (ДК)             | Суслопаров (ТМ)     | Веремеев (ДК)       | Гуцаев (ДТб)         | Кипиани (ДТб)     | Газзаев (ДМ)       |
| 1981         | 3                 | Вик. Чанов (Ш)      | Лозинский (ДК)     | Хизанишвили (ДТб)  | Хидиятуллин (Ц)     | Тавадзе (ДТб)                   | Черенков (СМ)         | Шавло (СМ)          | Гесс (СМ)           | Андреев (СКА)        | Оганесян (Ар)     | С. Родионов (СМ)   |
| 1982         | 1                 | Дасаев (СМ)         | Боровский (ДМн)    | Чивадзе (ДТб)      | Балтача (ДК)        | Демьяненко (ДК)                 | Буряк (ДК)            | Бессонов (ДК)       | Прокопенко (ДМн)    | Гуринович (ДМн)      | Оганесян (Ар)     | Блохин (ДК)        |
| 1982         | 2                 | Вяч. Чанов (ТМ)     | Лозинский (ДК)     | Олефиренко (ДК)    | Романцев (СМ)       | Курненин (ДМн)                  | Черенков (СМ)         | Пудышев (ДМн)       | Баль (ДК)           | Евтушенко (ДК)       | Якубик (Пах)      | С. Родионов (СМ)   |
| 1982         | 3                 | Вик. Чанов (ДК)     | Хизанишвили (ДТб)  | Янушевский (ДМн)   | Алейников (ДМн)     | Давыдов (З)                     | Соколовский (Ш)       | Шавло (СМ)          | Дараселия (ДТб)     | Цаава (ДТб)          | Тарханов (Ц)      | Василевский (ДМн)  |
| 1983         | 1                 | Дасаев (СМ)         | Сочнов (СМ)        | Чивадзе (ДТб)      | Балтача (ДК)        | Демьяненко (ДК)                 | Черенков (СМ)         | Алейников (ДМн)     | Оганесян (Ар)       | Гуринович (ДМн)      | Гаврилов (СМ)     | С. Родионов (СМ)   |
| 1983         | 2                 | Юркус (Ж)           | Н. Ларионов (З)    | Боровский (ДМн)    | Каспаравичюс (Ж)    | Курненин (ДМн)                  | Гоцманов (ДМн)        | Соколовский (Ш)     | В. М. Кузнецов (Дн) | Грачёв (Ш)           | Тарханов (Ц)      | Блохин (ДК)        |
| 1983         | 3                 | Вяч. Чанов (ТМ)     | В. Шишкин (ДМн)    | Жупиков (ТМ)       | Базулев (СМ)        | Булгаков (Ц)                    | Литовченко (Дн)       | Мельников (З)       | Зыгмантович (ДМн)   | Протасов (Дн)        | Якубаускас (Ж)    | Таран (Дн)         |
| 1984         | 1                 | Бирюков (З)         | Сулаквелидзе (ДТб) | Чивадзе (ДТб)      | Балтача (ДК)        | Демьяненко (ДК)                 | Гоцманов (ДМн)        | Литовченко (Дн)     | Шавло (СМ)          | Протасов (Дн)        | Гаврилов (СМ)     | С. Родионов (СМ)   |
| 1984         | 2                 | Дасаев (СМ)         | Сочнов (СМ)        | Боровский (ДМн)    | Г. Морозов (СМ)     | Поздняков (СМ)                  | Брошин (З)            | Алейников (ДМн)     | Зыгмантович (ДМн)   | Грачёв (Ш)           | Андреев (СКА)     | Блохин (ДК)        |
| 1984         | 3                 | Краковский (Дн)     | Н. Ларионов (З)    | Бубнов (СМ)        | Ал. Степанов (З)    | Курненин (ДМн)                  | Черенков (СМ)         | Желудков (З)        | В. М. Кузнецов (Дн) | Воробьёв (СКА)       | Пехлеваниди (Кай) | Клементьев (З)     |
| 1985         | 1                 | Дасаев (СМ)         | Г. Морозов (СМ)    | Балтача (ДК)       | Б. Я. Кузнецов (СМ) | Демьяненко (ДК)                 | Гоцманов (ДМн)        | Бессонов (ДК)       | Черенков (СМ)       | Протасов (Дн)        | Заваров (ДК)      | Блохин (ДК)        |
| 1985         | 2                 | Михайлов (ДК)       | Н. Ларионов (З)    | Чивадзе (ДТб)      | О. Кузнецов (ДК)    | Поздняков (ДМ)                  | Литовченко (Дн)       | Алейников (ДМн)     | Рац (ДК)            | Дмитриев (З)         | Гаврилов (СМ)     | Кондратьев (ДМн)   |
| 1985         | 3                 | Краковский (Дн)     | Сочнов (СМ)        | Бубнов (СМ)        | Пучков (Дн)         | Янонис (Ж)                      | Яремчук (ДК)          | Волгин (Кай)        | Зыгмантович (ДМн)   | Беланов (ДК)         | Пасулько (Ч)      | С. Родионов (СМ)   |
| 1986         | 1                 | Дасаев (СМ)         | Бессонов (ДК)      | Чивадзе (ДТб)      | О. Кузнецов (ДК)    | Демьяненко (ДК)                 | Яремчук (ДК)          | Рац (ДК)            | Яковенко (ДК)       | Беланов (ДК)         | Заваров (ДК)      | Блохин (ДК)        |
| 1986         | 2                 | Вик. Чанов (ДК)     | Сулаквелидзе (ДТб) | Балтача (ДК)       | Б. Я. Кузнецов (СМ) | Поздняков (СМ)                  | Алейников (ДМн)       | Гоцманов (ДМн)      | Хидиятуллин (СМ)    | Ю. Савичев (ТМ)      | Бородюк (ДМ)      | С. Родионов (СМ)   |
| 1986         | 3                 | Харин (ТМ)          | Лосев (ДМ)         | Пригода (ТМ)       | Янонис (Ж)          | Г. Морозов (СМ)                 | Евтушенко (ДК)        | Каратаев (ДМ)       | Добровольский (ДМ)  | Дмитриев (З)         | Протасов (Дн)     | М. Ахмедов (Неф)   |
| 1987         | 1                 | Дасаев (СМ)         | Бессонов (ДК)      | Хидиятуллин (СМ)   | О. Кузнецов (ДК)    | Яровенко (Кай)                  | Черенков (СМ)         | Алейников (ДМн)     | Добровольский (ДМ)  | Протасов (Дн)        | Заваров (ДК)      | С. Родионов (СМ)   |
| 1987         | 2                 | Харин (ТМ)          | Лосев (ДМ)         | Сукристов (Ж)      | Суслопаров (СМ)     | Чередник (Дн)                   | Литовченко (Дн)       | Пасулько (СМ)       | Гоцманов (ДМн)      | Баранаускас (Ж)      | Михайличенко (ДК) | Нарбековас (Ж)     |
| 1987         | 3                 | Жидков (Неф)        | Башкиров (Дн)      | Пригода (ТМ)       | Янонис (Ж)          | Якубаускас (Ж)                  | Яковенко (ДК)         | В. Тищенко (Дн)     | Рац (ДК)            | Беланов (ДК)         | Ю. Савичев (ТМ)   | Кондратьев (ДМн)   |
| 1988         | 1                 | Дасаев (СМ)         | Горлукович (ЛМ)    | Хидиятуллин (СМ)   | О. Кузнецов (ДК)    | Демьяненко (ДК)                 | Литовченко (ДК)       | Алейников (ДМн)     | Добровольский (ДМ)  | Михайличенко (ДК)    | Заваров (ДК)      | Протасов (ДК)      |
| 1988         | 2                 | Вик. Чанов (ДК)     | Лосев (ДМ)         | Вишневский (Дн)    | Зыгмантович (ДМн)   | Чередник (Дн)                   | Е. Кузнецов (СМ)      | Ширинбеков (ТМ)     | Рац (ДК)            | Ю. Савичев (ТМ)      | Черенков (СМ)     | Лютый (Дн)         |
| 1988         | 3                 | Харин (ДМ)          | Бессонов (ДК)      | Роговской (ТМ)     | Пучков (Дн)         | Кеташвили (ДТб)                 | Н. Савичев (ТМ)       | Багмут (Дн)         | Нарбековас (Ж)      | Бородюк (ДМ)         | Шахов (Дн)        | Беланов (ДК)       |
| 1989         | 1                 | Черчесов (СМ)       | Бессонов (ДК)      | Баль (ДК)          | О. Кузнецов (ДК)    | Горлукович (ЛМ)                 | Михайличенко (ДК)     | Литовченко (ДК)     | Черенков (СМ)       | Добровольский (ДМ)   | Протасов (ДК)     | С. Родионов (СМ)   |
| 1989         | 2                 | Харин (ДМ)          | Кеташвили (ДТб)    | Сидельников (Дн)   | Зыгмантович (ДМн)   | Шматоваленко (ДК)               | Багмут (Дн)           | Е. Кузнецов (СМ)    | Татарчук (Ц)        | Яремчук (ДК)         | Шмаров (СМ)       | Колыванов (ДМ)     |
| 1989         | 3                 | Вик. Чанов (ДК)     | Лужный (ДК)        | Цвейба (ДТб)       | Г. Морозов (СМ)     | Кульков (СМ)                    | В. Тищенко (Дн)       | Иванаускас (Ж)      | И. Шалимов (СМ)     | Кудрицкий (Дн)       | Кирьяков (ДМ)     | Лютый (Дн)         |
| 1990         | 1                 | Уваров (ДМ)         | Кульков (СМ)       | Чернышов (ДМ)      | Поздняков (СМ)      | О. Кузнецов (ДК)                | Канчельскис (Ш)       | Михайличенко (ДК)   | И. Шалимов (СМ)     | Добровольский (ДМ)   | Мостовой (СМ)     | Юран (ДК)          |
| 1990         | 2                 | Черчесов (СМ)       | Галямин (Ц)        | Цвейба (ДК)        | Шматоваленко (ДК)   | Сидельников (Дн)                | Перепаденко (СМ)      | Д. Кузнецов (Ц)     | Брошин (Ц)          | Литовченко (ДК)      | Протасов (ДК)     | Колыванов (ДМ)     |
| 1990         | 3                 | В. Сарычев (ТМ)     | Юдин (Дн)          | Роговской (ТМ)     | Полукаров (ТМ)      | Фокин (Ц)                       | Кудрицкий (Дн)        | Кобелев (ДМ)        | Н. Савичев (ТМ)     | Татарчук (Ц)         | Тишков (ТМ)       | Шмаров (СМ)        |
| 1991         | 1                 | Черчесов (СМ)       | Галямин (Ц)        | Чернышов (ДМ)      | Кульков (СМ)        | Цвейба (ДК)                     | И. Корнеев (Ц)        | Мостовой (СМ)       | Д. Кузнецов (Ц)     | И. Шалимов (СМ)      | Юран (ДК)         | Колыванов (ДМ)     |
| 1991         | 2                 | Харин (Ц)           | Полукаров (ТМ)     | Никифоров (Ч)      | Колотовкин (Ц)      | Третьяк (Ч)                     | Перепаденко (СМ)      | Татарчук (Ц)        | Кобелев (ДМ)        | Дм. Попов (СМ)       | Радченко (СМ)     | Тишков (ТМ)        |
| 1991         | 3                 | Ерёмин (Ц)          | Лужный (ДК)        | Рахимов (Пам)      | Шматоваленко (ДК)   | А. В. Саркисян (Ар)             | Агашков (ТМ)          | Тетрадзе (ДМ)       | Пятницкий (Пах)     | Брошин (Ц)           | Кирьяков (ДМ)     | О. В. Сергеев (Ц)  |

### Таблица по клубам
Без учёта 1926, 1928, 1930, 1933, 1938 и 1953 годов
| #   | Клуб                   | Всего | № 1 | № 2 | № 3 | 1967 |
| --- | ---------------------- | ----- | --- | --- | --- | ---- |
| 1.  | Динамо (Киев)          | 252   | 116 | 69  | 58  | 9    |
| 2.  | Спартак (Москва)       | 226   | 96  | 77  | 53  | -    |
| 3.  | Динамо (Москва)        | 176   | 52  | 68  | 49  | 7    |
| 4.  | ЦСКА (Москва)          | 142   | 56  | 46  | 38  | 2    |
| 5.  | Динамо (Тбилиси)       | 142   | 49  | 38  | 51  | 4    |
| 6.  | Торпедо (Москва)       | 123   | 33  | 49  | 39  | 2    |
| 7.  | Зенит (Ленинград)      | 44    | 8   | 11  | 25  | -    |
| 8.  | Динамо (Минск)         | 43    | 9   | 20  | 12  | 2    |
| 9.  | Шахтёр (Донецк)        | 35    | 3   | 7   | 25  | -    |
| 10. | Днепр (Днепропетровск) | 32    | 4   | 10  | 18  | -    |
| 11. | СКА (Ростов-на-Дону)   | 30    | 8   | 6   | 14  | 2    |
| 12. | Арарат (Ереван)        | 30    | 7   | 10  | 13  | -    |
| 13. | Локомотив (Москва)     | 28    | 5   | 7   | 15  | 1    |
| 14. | Жальгирис (Вильнюс)    | 12    | 0   | 5   | 7   | -    |
| 15. | ВВС (Москва)           | 10    | 1   | 6   | 3   | -    |

| #     | Клуб                      | Всего | № 1 | № 2 | № 3 | 1967 |
| ----- | ------------------------- | ----- | --- | --- | --- | ---- |
| 16.   | Нефтчи (Баку)             | 10    | 1   | 2   | 4   | 3    |
| 17.   | Пахтакор (Ташкент)        | 10    | 0   | 5   | 4   | 1    |
| 18.   | Крылья Советов (Куйбышев) | 9     | 1   | 2   | 6   | -    |
| 19.   | Заря (Ворошиловград)      | 7     | 0   | 6   | 1   | -    |
| 20.   | Черноморец (Одесса)       | 6     | 0   | 3   | 3   | -    |
| 21.   | Кайрат (Алма-Ата)         | 4     | 2   | 0   | 2   | -    |
| 22.   | Команда города Калинина   | 4     | 0   | 2   | 2   | -    |
| 23.   | Карпаты (Львов)           | 4     | 0   | 1   | 3   | -    |
| 24.   | Локомотив (Харьков)       | 2     | 0   | 0   | 2   | -    |
| 25.   | Торпедо (Кутаиси)         | 1     | 0   | 1   | 0   | -    |
| 26.   | Даугава (Рига)            | 1     | 0   | 0   | 1   | -    |
|       | Молдова (Кишинёв)         | 1     | 0   | 0   | 1   | -    |
|       | Памир (Душанбе)           | 1     | 0   | 0   | 1   | -    |
|       | Торпедо (Сталинград)      | 1     | 0   | 0   | 1   | -    |
| Итого | Итого                     | 1320  | 429 | 429 | 429 | 33   |

### Игроки-рекордсмены
Список игроков, наибольшее число раз входивших в списки 33-х лучших футболистов сезона в СССР.
| #   | Игрок                 | Всего (годы)                   | № 1 | № 2 | № 3 | 1967 | Клубы                        |
| --- | --------------------- | ------------------------------ | --- | --- | --- | ---- | ---------------------------- |
| 1.  | Лев Яшин              | 16 (1953—1969)                 | 13  | 1   | 1   | 1    | Динамо М (16)                |
| 2.  | Олег Блохин           | 15 (1972—1986)                 | 13  | 2   | -   | -    | Динамо К (15)                |
| 3.  | Игорь Нетто           | 13 (1950—1963)                 | 12  | 1   | -   | -    | Спартак М (13)               |
| 4.  | Валентин Иванов       | 12 (1953—1965)                 | 9   | 3   | -   | -    | Торпедо М (12)               |
| 5.  | Владимир Бессонов     | 11 (1977—1982, 1985—1989)      | 9   | 1   | 1   | -    | Динамо К (11)                |
| 6.  | Альберт Шестернёв     | 11 (1961—1971)                 | 8   | 2   | -   | 1    | ЦСКА (11)                    |
| 5.  | Ринат Дасаев          | 10 (1979—1988)                 | 9   | 1   | -   | -    | Спартак М (10)               |
| 8.  | Муртаз Хурцилава      | 10 (1963, 1965—1973)           | 5   | 2   | 2   | 1    | Динамо Тб (10)               |
| 9.  | Владимир Веремеев     | 10 (1971—1977, 1979—1981)      | 4   | 2   | 4   | -    | Динамо К (10)                |
| 10. | Слава Метревели       | 9 (1957—1962, 1964—1965, 1968) | 8   | 1   | -   | -    | Торпедо М (6), Динамо Тб (3) |
| 11. | Анатолий Демьяненко   | 9 (1979—1986, 1988)            | 7   | 1   | 1   | -    | Динамо К (9)                 |
| 12. | Анатолий Коньков      | 9 (1971, 1973, 1975—1981)      | 4   | 3   | 2   | -    | Динамо К (7), Шахтёр Дц (2)  |
| 13. | Фёдор Черенков        | 9 (1980—1985, 1987—1989)       | 4   | 3   | 2   | -    | Спартак М (9)                |
| 14. | Сергей Сальников      | 9 (1948—1951, 1953—1958)       | 4   | 2   | 3   | -    | Спартак М (6), Динамо М (3)  |
| 15. | Виктор Серебряников   | 9 (1960—1965, 1967—1969)       | 2   | 3   | 3   | 1    | Динамо К (9)                 |
| 16. | Константин Крижевский | 9 (1949—1951, 1953—1959)       | 1   | 7   | 1   | -    | ВВС (3), Динамо М (6)        |

### Родственники
Среди попавших в списки лучших футболистов СССР:
- Артемьевы: отец Сергей (1938) и сын Виталий (1955, 1956, 1959)
- Блинковы: братья Владимир (1928) и Константин (1928) и сын Константина — Всеволод (1948, 1949)
- Дементьевы: братья Николай (1938, 1948—1950) и Пётр (1933)
- Пономарёвы: отец Алексей (1938) и сын Владимир (1963—1966)
- Савичевы: близнецы Николай (1988, 1990) и Юрий (1986—1988)
- Старостины: братья Александр (1928, 1930, 1933), Андрей (1930, 1933, 1938) и Николай (1928, 1930, 1933)
- Федотовы: отец Григорий (1938, 1948) и сын Владимир (1964, 1970—1973)
- Фомины: братья Владимир (1928, 1930), Константин (1928, 1930, 1933) и Николай (1930, 1933)
- Чановы: братья Виктор (1980—1982, 1986, 1988, 1989) и Вячеслав (1981—1983)